# Улица Ярослава Мудрого (Мелитополь)
Улица Ярослава Мудрого (укр. Вулиця Ярослава Мудрого) — улица в Мелитополе. Начинается от улицы Ивана Алексеева, заканчивается на улице 8 Марта.
Участок от улицы Ивана Алексеева до улицы Воинов-Интернационалистов (объездной) представляет собой жилмассив с асфальтным покрытием. Участок от объездной до улицы 8 Марта состоит из частного сектора и промзоны с грунтовым покрытием.

## Название
Улица названа в честь Ярослава Мудрого (ок. 978—1054) — великого князя киевского, автора первого на территории Древней Руси свода законов «Русская правда».
Также в Мелитополе есть одноимённый переулок.

## История
Точная дата появления улицы неизвестна. Впервые она упоминается в 1923 году в описании земельных владений.
В 1924 году улица упоминается как бывшая Симферопольская.
В то время местность между проспектом Богдана Хмельницкого и железной дорогой называлась Новым Мелитополем (сейчас это название носит другой район). В 1928 году улица вместе с этим районом официально вошла в черту города.
В 2016 году улицу Розы Люксембург переименовали в честь Ярослава Мудрого, согласно закону о декоммунизации.

## Объекты
- школа № 1;
- детский сад № 14 «Теремок».

## Известные жители
- Сычёв, Дмитрий Викторович (1972—2010) — городской голова Мелитополя (2006—2010)[3]

## Галерея
|           |                            |           |                      |
| школа № 1 | детский сад № 14 «Теремок» | жилмассив | выезд на ул. 8 Марта |